# Agusti Montal Jr.
Agusti Montal Jr. (ur. 5 kwietnia 1934 w Barcelonie, zm. 22 marca 2017 tamże) – prezes klubu piłkarskiego FC Barcelona w latach 1971–1978. Jego poprzednikiem na tym stanowisku był Narcis De Carreras, a następcą Josep Lluis Nuñez.

## Życiorys
Agusti Montal Jr. był synem wcześniejszego prezesa klubu, Agusti Montala.